# Chiesa dei Santi Cosma e Damiano (Anela)
La chiesa dei Santi Cosma e Damiano è un edificio religioso situato ad Anela, centro abitato della Sardegna centrale. Consacrata al culto cattolico è sede dell'omonima parrocchia e fa parte della diocesi di Ozieri.

Edificata nel Settecento in forme semplici, è stata più volte sottoposta a lavori di rifacimento.